# Kenneth Rosén
Kenneth Rosén, född 16 september 1951 i Sundsvall, död 27 december 2004 i Gävle, var en svensk fotbollsspelare (målvakt) och fotbollstränare.
Kenneth Rosén var målvakt i Örebro SK 1974–1976. Han inledde sin tränarkarriär i Laxå IF 1977, fortsatte sedan i Karlslunds IF 1977–1978 och därefter i Örebro SK 1980–1982. I allsvenskan tränade han IK Brage 1984–1985 och Halmstads BK 1986–1987. Han var också tränare i flera norska klubbar innan han fick tränarjobbet i Gefle IF 2003.
Kenneth Rosén bidrog till lagets andraplats i Superettan 2004 och förde därmed Gefle IF till spel i allsvenskan 2005. Han avled dock i sviterna av en sjukdom innan säsongen hann börja och Per Olsson tog istället över laget.